# Exetastes maurus
Exetastes maurus är en stekelart som beskrevs av Desvignes 1856. Exetastes maurus ingår i släktet Exetastes och familjen brokparasitsteklar. Utöver nominatformen finns också underarten E. m. albicoxis.